# 拉塔纳加尔
拉塔纳加尔（Ratannagar），是印度拉贾斯坦邦Churu县的一个城镇。总人口11018（2001年）。

## 人口
该地2001年总人口11018人，其中男性5536人，女性5482人；0—6岁人口1916人，其中男977人，女939人；识字率60.46%，其中男性为72.16%，女性为48.63%。